# Hallbera Gísladóttir
Hallbera Gísladóttir is een voetbalspeelster uit IJsland.
Gísladóttir speelt voor het IJslands vrouwenvoetbalelftal, en speelt sinds 2008 in de IJslandse, Zweedse, en Italiaanse competities.

## Statistieken
| Seizoen | Club                 | Land    | Competitie | Wedstrijden | Doelpunten |
| ------- | -------------------- | ------- | ---------- | ----------- | ---------- |
| 2008    | Valur                | IJsland | ÚRW        | ?           | 6          |
| 2009    | Valur                | IJsland | ÚRW        | 15          | 4          |
| 2010    | Valur                | IJsland | ÚRW        | 18          | 15         |
| 2011    | Valur                | IJsland | ÚRW        | 17          | 3          |
| 2012    | Piteå IF             | Zweden  | DAM        | 18          | 1          |
| 2013    | Piteå IF             | Zweden  | DAM        | 22          | 0          |
| 2013/14 | Sassari Torres       | Italië  | SAW        | 13          | 1          |
| 2014    | Valur                | IJsland | ÚRW        | 10          | 0          |
| 2015    | Breiðablik Kópavogur | IJsland | ÚRW        | 18          | 0          |
| 2016    | Breiðablik Kópavogur | IJsland | ÚRW        | 18          | 2          |
| 2017    | Djurgården           | Zweden  | DAM        | 22          | 0          |
| 2018    | Valur                | IJsland | ÚRW        | 18          | 0          |
| 2019    | Valur                | IJsland | ÚRW        | 18          | 1          |
| 2020    | Valur                | IJsland | ÚRW        | 15          | 0          |
| 2021    | Älvsjö AIK           | Zweden  | DAM        | 3           | 0          |
| Totaal  | Totaal               | Totaal  | Totaal     | 225         | 33         |

Laatste update: mei 2021